# Panulia phauda
Panulia phauda là một loài bướm đêm trong họ Geometridae.